# UFL (videojuego)
UFL es un videojuego gratuito de simulación de fútbol, desarrollado y publicado por Strikerz Inc. Fue anunciado en la Gamescom 2021, y se lanzó el 5 de diciembre de 2024 para PlayStation 5 y Xbox Series X y Series S.

## Licencias
El juego se ha asociado con FIFPro, una organización representativa mundial de más de 65.000 futbolistas profesionales, así como con InStat, una empresa de análisis de rendimiento deportivo, que proporcionará estadísticas actualizadas para cada jugador.

### Clubes licenciados
| Beşiktaş                 |
| Borussia Mönchengladbach |
| Celtic                   |
| Mónaco                   |
| Rangers                  |
| Shakhtar Donetsk         |
| Chelsea Football Club    |
| West Ham United          |
| Bayer Leverkusen         |
| PSV Eindhoven            |

## Desarrollo
UFL se reveló por primera vez con un avance el 25 de agosto de 2021 durante la Gamescom 2021. Strikerz Inc. ha estado desarrollando el proyecto desde 2016. Construido con Unreal Engine, el juego se lanzará inicialmente en PlayStation 4, PlayStation 5, Xbox One, Xbox Series X y Series S. En noviembre de 2021, la desarrolladora anunció que el primer gameplay del juego sería presentado en enero de 2022. Más tarde, en junio y agosto de 2024, se lanzan las dos primeras betas abiertas del juego. Ese mismo agosto, la compañía anuncia que el juego también estará disponible para Microsoft Windows a través de Steam y dispositivos móviles.

## Promoción
El lateral ucraniano del Arsenal, Oleksandr Zinchenko, es el jugador elegido por los desarrolladores de Strikerz para representar la experiencia Fair to Play de UFL. Según los desarrolladores, "fair to play" significa "limpio para jugar", refiriéndose a que no contendrá elementos de pago dentro del videojuego, siendo éste un claro mensaje para otras sagas de este género de videojuegos conocidos que han implementado pequeñas compras en sus franquicias.